# 福建商博会
福建商博会，是由中国福建省商务厅主办、福州市政府指导的展会。2019年首次举办，举办地为福州市。第二届于2020年12月举办。

## 简介
商博会会主要为推动福建省商圈发展，发展生鲜食品、日用消费品、国际等采购对接。